# Swobodne formy polifoniczne
Swobodne formy polifoniczne – gatunek muzyczny obejmujący utwory, które nie dadzą się sprowadzić do jednej zasady konstrukcyjnej. Obejmuje o wiele większą grupę utworów niż formy ścisłe, przy czym w obrębie poszczególnych form znajdują się kompozycje o wielkiej różnorodności budowy.
Do swobodnych form polifonicznych należą:
- Fugato (pochodna struktura fugi)
- Preludium polifoniczne
- Przygrywka chorałowa
- Toccata polifoniczna
- Capriccio
- Fantazja
- Inwencja